# Stephen Langat
Stephen Kibore Langat (1962) è un ex maratoneta keniota.

## Biografia
Nel 1995 si è piazzato in trentasettesima posizione ai Mondiali nella maratona.

## Palmarès
| Anno | Manifestazione | Sede     | Evento   | Risultato | Prestazione | Note |
| ---- | -------------- | -------- | -------- | --------- | ----------- | ---- |
| 1995 | Mondiali       | Göteborg | Maratona | 37º       | 2h25'49"    |      |

## Altre competizioni internazionali
1994
- 10º alla Maratona di Pechino ( Pechino) - 2h14'32"[1]

1995
- Oro alla Maratona di Istanbul ( Istanbul) - 2h17'56"[1]

1996
- 7º alla Maratona di Enschede ( Enschede) - 2h18'47"[1]
- Oro alla Maratona di Istanbul ( Istanbul) - 2h18'51"[1]

1997
- Argento alla Maratona di Istanbul ( Istanbul) - 2h14'48"[1]

1998
- 4º alla Maratona di Enschede ( Enschede) - 2h13'52"[1]
- 6º alla Maratona di Amburgo ( Amburgo) - 2h11'59"[1]
- Argento alla Maratona di Istanbul ( Istanbul) - 2h16'12"[1]

1999
- 6º ai Giochi Mondiali Militari ( Zagabria) - 2h19'26"[1]
- Argento alla Maratona di Istanbul ( Istanbul) - 2h14'21"[1]

2000
- 6º alla Maratona di Francoforte ( Francoforte sul Meno) - 2h13'42"[1]

2001
- 4º alla Maratona di Amburgo ( Amburgo) - 2h12'56"[1]
- 8º alla Maratona di Dubai ( Dubai) - 2h16'34"[1]

2005
- Bronzo alla Maratona di Bangkok ( Bangkok) - 2h24'34"[1]
- 19º alla Maratona di Istanbul ( Istanbul) - 2h25'28"[1]

2006
- 17º alla Maratona di Istanbul ( Istanbul) - 2h18'07"[1]
- 4º alla Maratona di Bangkok ( Bangkok) - 2h30'25"[1]

2007
- 10º alla Maratona di Bangkok ( Bangkok) - 2h30'06"[1]